# Dani (popolo)
I Dani (danir in norreno, dæne in anglosassone) erano un'antica tribù germanica del nord, sita in quelle che oggi sono la Svezia meridionale e le isole danesi. Non sono menzionati da Tacito nella Germania, opera in cui invece parla dei 
Goti e dei Suioni, ma sono menzionati da Giordane (Getica III.23) con il nome di Dani e da Procopio.
Dal termine danir derivano i termini "Danimarca" (Danmǫrk in norreno) e il termine danese. Giordane sostiene (nel suo libro Getica, III.23: "Dani, ex ipsorum stirpe progressi, Herulos propriis sedibus expulerunt, qui inter omnes Scandiae nationes nomen sibi ob nimia proceritate affectant praecipuum") che i Dani appartenessero allo stesso ceppo degli Suetidi e che espulsero gli Eruli, impossessandosi delle loro terre.  Secondo l'autore dell'XI secolo Svend Aagesen, il mitico re Dan diede il suo nome ai danesi. 
Lentamente, il piccolo regno di confine dei Dani si evolse fino a costituire il nucleo statuale dell'attuale Regno di Danimarca. 
I Dani sono tra i cristiani che partecipano alla prima crociata nella Gerusalemme liberata di Torquato Tasso, al comando del loro giovane re Sveno.